# Agromyza phragmitidis
Agromyza phragmitidis är en tvåvingeart som beskrevs av Friedrich Georg Hendel 1922. Agromyza phragmitidis ingår i släktet Agromyza och familjen minerarflugor. Arten är reproducerande i Sverige. Inga underarter finns listade i Catalogue of Life.